# Haapasaari (ö i Lappland, Tunturi-Lappi)
Haapasaari är en ö i Finland. Den ligger i sjön Kangosjärvi och i kommunen Muonio i den ekonomiska regionen  Fjäll-Lappland  och landskapet Lappland, i den norra delen av landet, 900 km norr om huvudstaden Helsingfors. Öns area är 2,6 hektar och dess största längd är 330 meter i sydöst-nordvästlig riktning.